# Deee-Lite
Deee-Lite est un groupe de musiciens américains formé à New York en 1989 et disparu en 1996. Leur tube le plus connu est Groove Is in the Heart (1990) accompagné d'un morceau rap de Q-Tip (de A Tribe Called Quest) et Bootsy Collins.
Le premier album du groupe est World Clique sorti en 1990, et le deuxième album est, Infinity Within en 1992. Pour leur troisième album, Dewdrops in the Garden de 1994, Towa Tei quitte le groupe. Il n'apparaît que dans une chanson. Towa Tei est remplacé par DJ On-E.

## Composition
Les membres du groupe sont :
- Lady Miss Kier (Kierin Kirby, de Youngstown dans l'État de l'Ohio aux États-Unis) ;
- Supa DJ Dmitry (également  connu sous les noms de DJ Dmitry et Dmitry Brill, de Kiev en Ukraine) ;
- Jungle DJ Towa Tei (Doug Wa-Chung, de Tokyo au Japon).

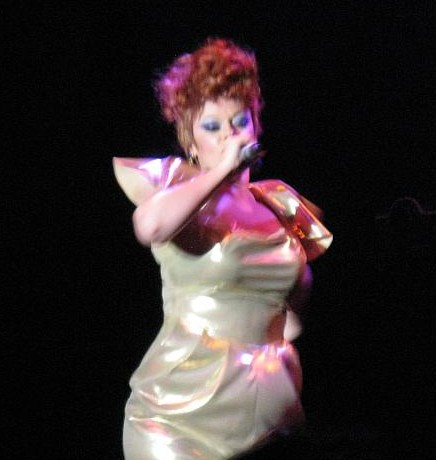
Lady Miss Kier (2008).
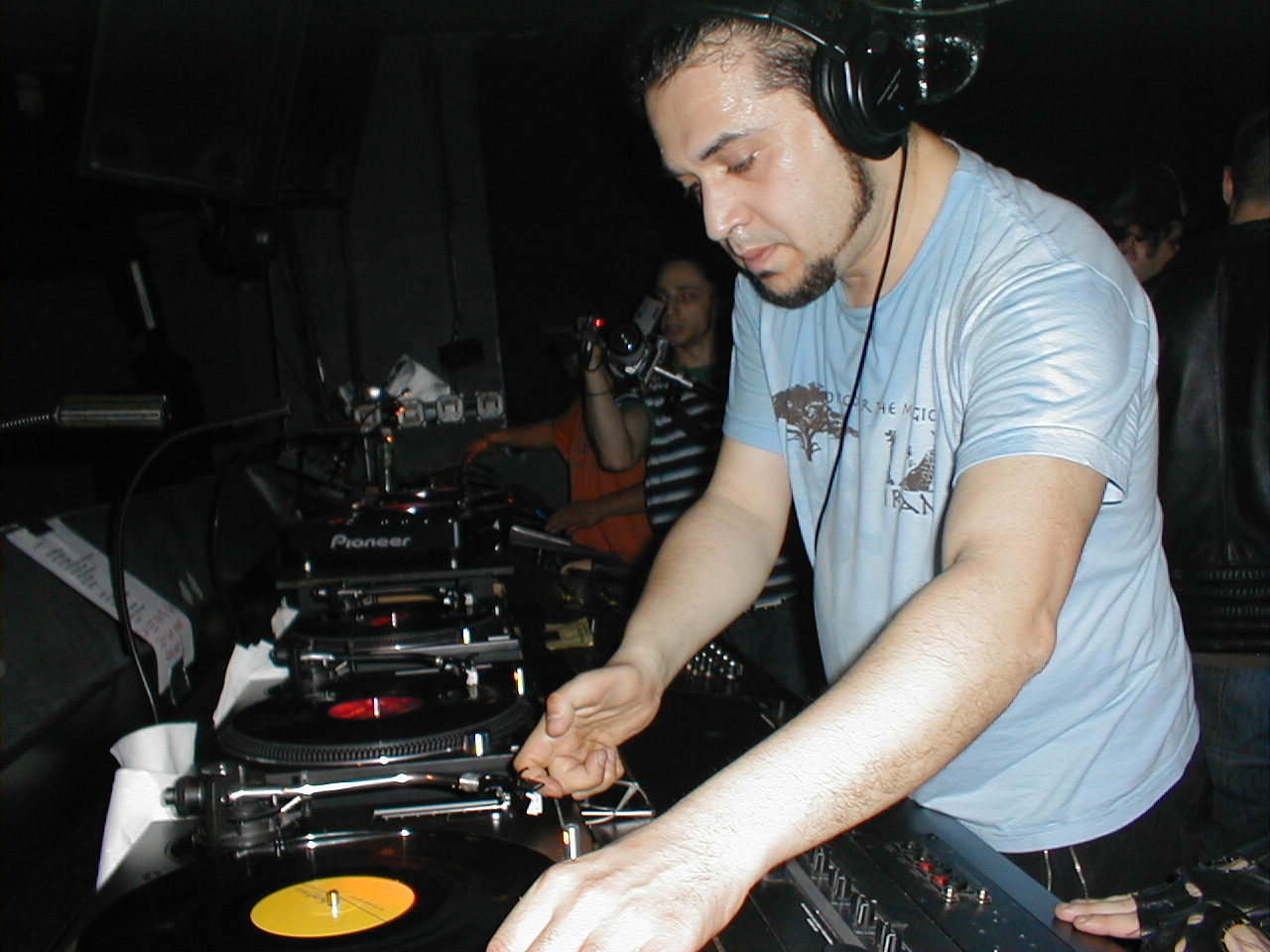
DJ Dmitry (2004).
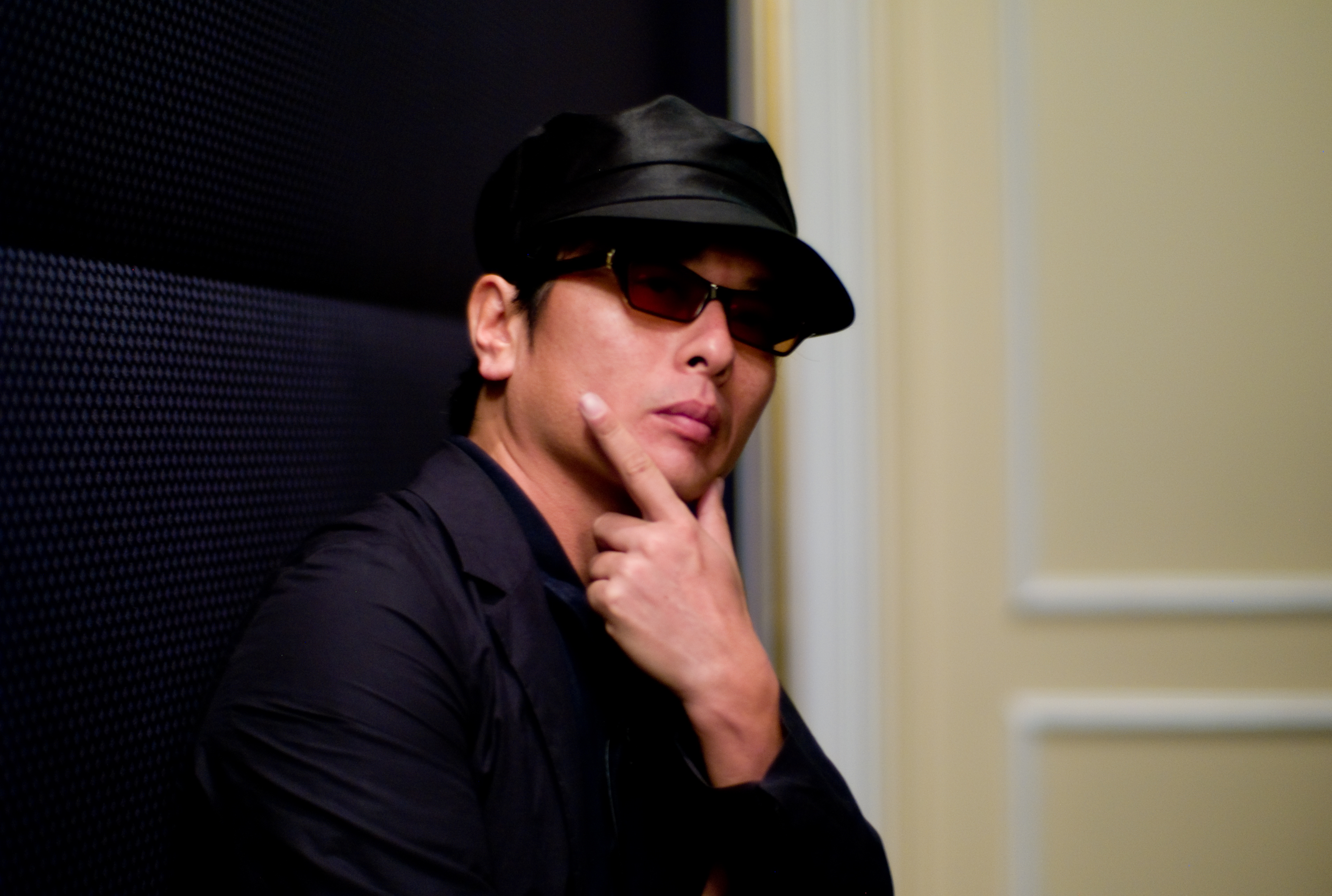
Towa Tei (2007).

## Discographie

### Albums
- World Clique (1990)
- Infinity Within (1992)
- Dewdrops In the Garden (1994)
- Sampladelic Relics & Dancefloor Oddities (1996)
- The Very Best of Deee-Lite (2001)

### Singles
- Groove Is in the Heart
- Power Of Love
- E.S.P.
- Good Beat
- Runaway/Rubber Lover
- Thank You Everyday
- Picnic in the summertime
- Pussycat Meow
- Party Happenin' People
- Bring Me Your Love
- Call Me